# Емір мусульман
Емі́р мусульма́н (араб. امیر المسلمین, амір аль-муслімін) — офіційний титул марокканських емірів  Альморавідів. В 1061 році Юсуф ібн Ташфін відсторонив свого дядька Абу Бакра ібн Умара від керівництва і першим прийняв титул амір аль-муслімін. Титул давав Альморавідам, принаймні в очах юристів, квазірелігійну санкцію.

## Список амір аль-муслімін
- Юсуф ібн Ташфін (близько 1006 - 2 вересня 1106 рр.)
- Алі ібн Юсуф (1070-1143)[3]